# Everything Will Be Allright
「Everything Will Be Allright」（エブリシング・ウィル・ビー・オールライト）は、20世紀Jr.の通算3枚目のシングル。1989年11月22日に徳間ジャパンコミュニケーションズよりリリースされた。

## 解説
前作「Song for you」より約1年ぶりのリリース。収録曲はすべてセカンドアルバム『直立猿人 〜ELECTOS#1〜』に収録されている。
「Everything Will Be Allright」はマツダの販売チャンネルの一つであったオートザムより発売された、「オートザム・キャロル」のCMソングに起用された。また20世紀Jr.としては本シングルが最後である。以降のシングルはVisioN名義でリリースしている。

## 収録曲
1. Everything Will Be Allright
作詞・作曲：20世紀Jr. / 編曲：20世紀Jr.&ホッピー神山
  - オートザム「オートザム・キャロル」CMソング
2. 20th Century's Magic
作詞・作曲：土橋雅樹 / 編曲：20世紀Jr&ホッピー神山